# Francisco Guerau

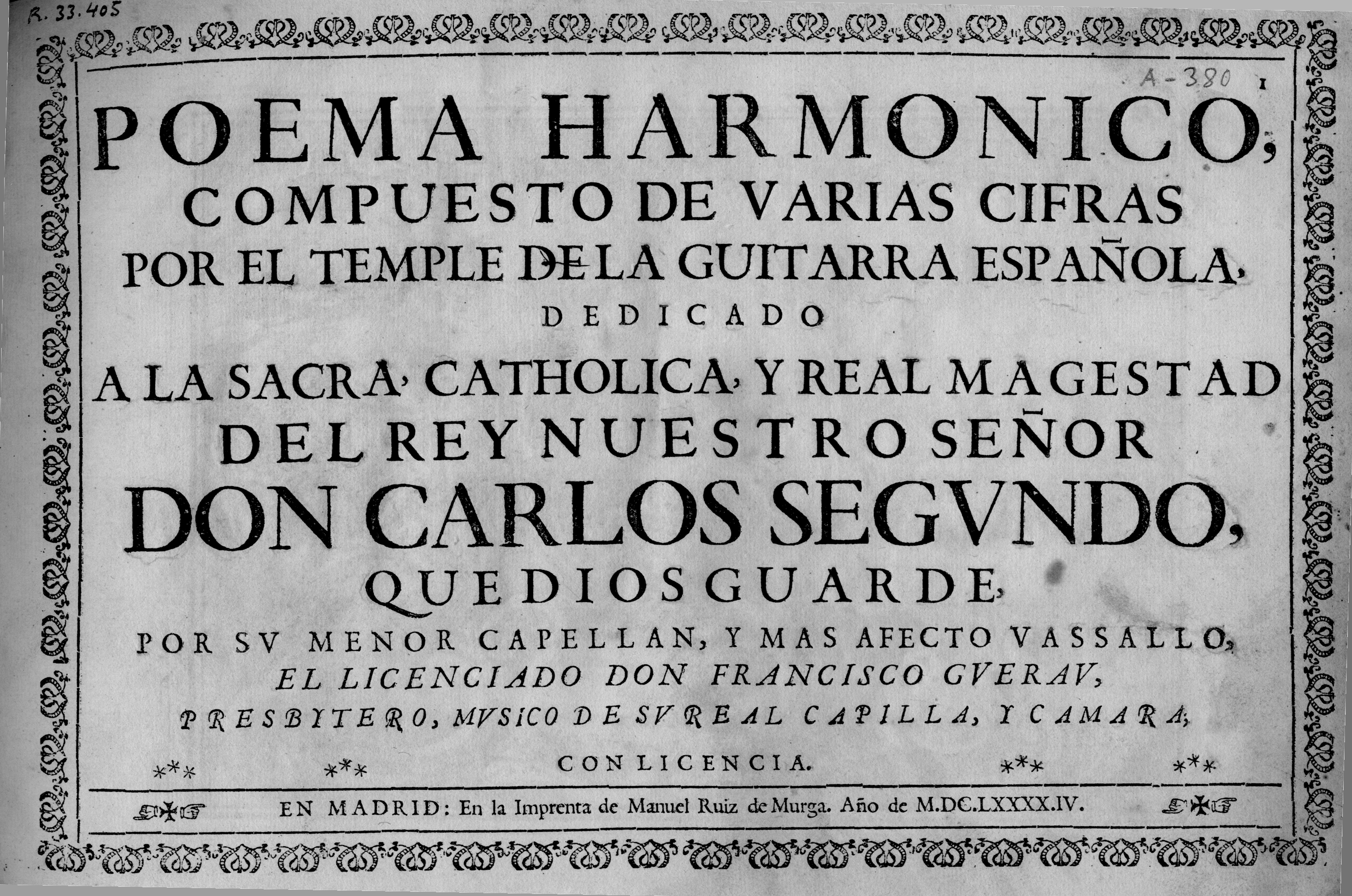
Poema harmónico compuesto de varias cifras por el temple de la guitarra española, portada de la edición de 1694 (Universidad de Oviedo. Biblioteca)

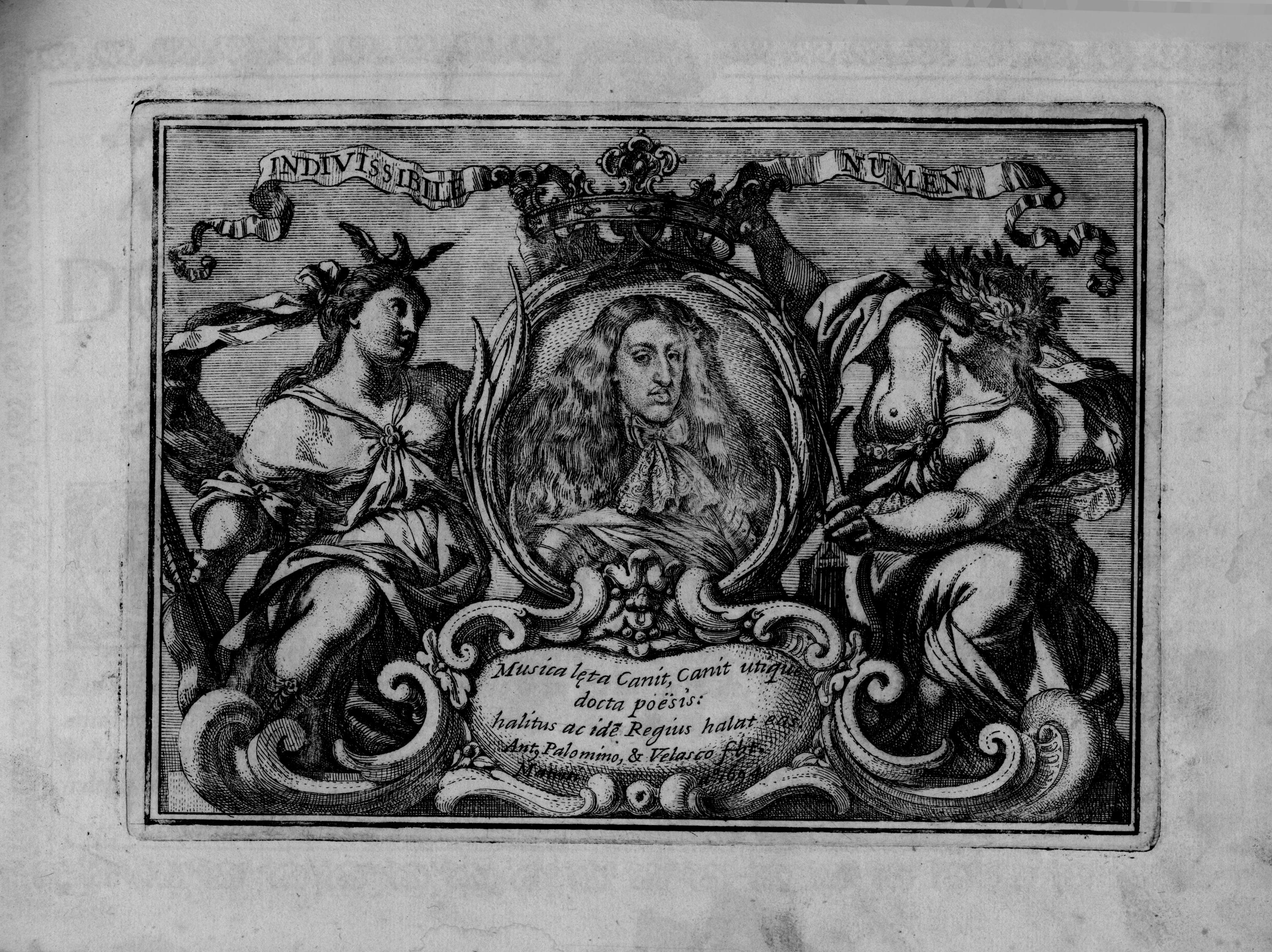
Poema harmónico compuesto de varias cifras por el temple de la guitarra española, ilustración que aparece en la edición de 1694

Francisco (o Francesc) Gueráu (Palma de Mallorca, 25 de agosto de 1649 – Madrid, 25 de octubre de 1722) fue un compositor y tratadista español. Trabajó en la Capilla Real de Madrid bajo el reinado de Carlos II. Autor del famoso Poema harmónico (1694).

## Biografía
Hijo de Pedro Luis Garáu y Hierónima Femenia, y hermano de Anna (1652), otra Anna (1645), Joana (1647) y Gabriel, músico y que también trabajó como Francisco en la corte de Madrid.
Este compositor barroco entró en el año 1659 como cantor en el Real Colegio de Niños Cantores de la Real Capilla. Diez años más tarde, en el año 1669, entró como contralto en la Real Capilla y, en 1693, obtuvo una plaza de músico de cámara del rey Carlos II. El mismo año de publicación del libro Poema harmónico compuesto de varias cifras por el temple de la guitarra española (Madrid, 1694), fue nombrado Maestro del Real Colegio de Niños Cantores. Este último cargo lo ocupó hasta que en 1701 fue sustituido por el nuevo maestro de capilla, Sebastián Durón. El libro de Guerau (Poema harmónico), contiene sólo piezas en estilo punteado, precedidas de una introducción que explica los principios de la notación en la tablatura y aconseja técnicas, ornamentación, etc. Las 40 composiciones, todas ellas dentro del género de la variación, se dividen en diez obras basadas en danzas españolas (jácaras, canarios, españoleta, folías, marionas, etc.) y 30 extensos pasacalles alabados por Santiago de Murcia en su Resumen de acompañar la parte con la guitarra (1714).

## Contenido delPoema harmónico[2]
- Diecisiete diferencias de Passacalles de Compassillo por primer tono, (folio 1)
- Otras diecisiete de Proporción por el mismo tono, (folio 2)
- Dieciséis diferencias de Passacalles por segundo tono de Compassillo, (folio 3)
- Otras dieciséis de Proporción por el mismo tono, (folio 5)
- Treze diferencias de Passacalles por segundillo, de Compassillo, (folio 6)
- Otras treze de Proporción por el mismo tono, (folio 7)
- Diecinueve diferencias de Passacalles por tercer tono, de Compassillo, (folio 8 )
- Dieciséis de Proporción por el mismo tono, (folio 10)
- Catorze diferencias de Passacalles por quarto tono, de Compassillo, (folio 11)
- Dieciséis de Proporción por el mismo tono, (folio 12)
- Quinze diferencias de Passacalles por quinto tono, de Compassillo, (folio 13)
- Doze de Proporción por el mismo tono, (folio 15)
- Catorze diferencias de Passacalles por sexto tono, de Compassillo, (folio 15)
- Otros catorze de Proporción por el mismo tono, (folio 16)
- Diecinueve diferencias de Passacalles por séptimo tono, de Compassillo, (folio 17)
- Dieciocho de Proporción por el mismo tono, (folio 19)
- Catorze diferencias de Passacalles por octavo tono, de Compassillo, (folio 20)
- Quinze de Proporción por el mismo tono, (folio 21)
- Catorze diferencias de Passacalles por octavo alto, de Compassillo, (folio 22)
- Otras catorze de Proporción por el mismo tono, (folio 24)
- Catorze Passacalles por Patilla, de octavo punto alto, de Compassillo, (folio 25)
- Otros catorze de Proporción por el mismo tono, (folio 26)
- Doze Passacalles por primer tono, punto baxo, de Compassillo, (folio 27)
- Treze de Proporción por el mismo tono, (folio 28)
- Treze Passacalles por octavo alto, punto alto, de Compassillo, (folio 29)
- Otros treze de Proporción por el mismo tono, (folio 30)
- Catorze Passacalles por séptimo tono, punto alto, de Compassillo, (folio 31)
- Treze de Proporción por el mismo tono, (folio 32)
- Doze Passacalles por segundo tono, punto baxo, de Compassillo, (folio 33)
- Otros doze de Proporción, por el mismo tono, (folio 34)
- Treinta y nueve diferencias de Xacara, (folio 35)
- Veinte y nueve diferencias de Xacara de la Costa, (folio 37)
- Doze diferencias de Mari-Zápalos, (folio 39)
- Ocho diferencias de Españoleta, (folio 42)
- Doze diferencias de Pavana, (folio 45)
- Treze diferencias de Gallarda, (folio 49)
- Doze diferencias de Folias, (folio 51)
- Dieciocho diferencias de Mariona, (folio 53)
- Treze diferencias de Canario, (folio 54)
- Treze diferencias de Villano, (folio 55)